# 方朝暉
方朝暉，劇作家，中國國家一級編劇，中華人民共和國文化部文華獎文華劇作獎獲得者，在漳州工作，著有《方朝暉劇作選》等書。
1992年，他和楊聯源集體創作的薌劇（歌仔戲）現代戲《戲魂》劇本得到第2屆文華獎的文華劇作獎，是史上第1部得到文華劇作獎的歌仔戲，同時是20世紀惟1的1部（21世紀有曾學文編寫的現代戲《邵江海》）。
他的劇作還有潮劇《圍城記》、《碧血瑤階》、《蘇后復國》；贛劇《夢筆江郎》（與黃文錫合作）；30集電視連續劇《大唐儒將開漳聖王》（參與集體創作）等。
《圍城記》在台灣被移植改編成歌仔戲，多次上演。